# Combustível derivado de pneus

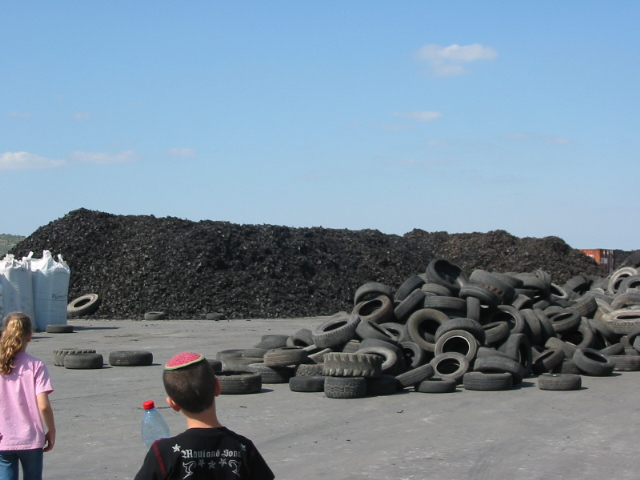
Pneus usados em primeiro plano. Ao fundo, pneus já triturados.

O combustível derivado de pneus é composto de carcaças de pneu trituradas. Os pneus podem ser misturados com carvão ou outros combustíveis, tais como madeira ou resíduos químicos, para serem queimados em fornos de concreto, usinas de energia ou fábricas de papel . Um programa de testes da EPA concluiu que, com exceção das emissões de zinco, as emissões potenciais do combustível derivado de pneus não são muito diferentes das de outros combustíveis fósseis convencionais, desde que a combustão ocorra em um local bem projetado, bem operado e em um equipamento de combustão com adequada manutenção. 
Nos Estados Unidos, em 2017, cerca de 43% das carcaças de pneus (1.736.340 toneladas ou 106 milhões de pneus) foram queimados como combustível derivado de pneus. A fabricação de cimento foi o maior consumidor deste combustível (46%); a fabricação de papel e celulose usou 29%; e as concessionárias de energia elétrica, 25%. Outros 25% das carcaças de pneus foram utilizados na fabricação de borracha moída; 17% foram descartados em aterros; e 16% tiveram outros usos. 
Historicamente, não tem havido outro fim para carcaças de pneus que dê conta do volume de descartes gerado anualmente, além da queima. Os pneus produzem a mesma energia que o petróleo e aproximadamente 25% mais energia que o carvão. A queima de pneus é mais baixa na hierarquia de reduzir o desperdício do que a reciclagem, mas, ainda assim, é menos pior do que descartá-los num aterro ou lixão, onde existiria a possibilidade de incêndios descontrolados ou a encubação de vetores de doenças como mosquitos.  O combustível derivado de pneus é uma solução provisória para o problema do descarte de carcaças de pneus. Os avanços na tecnologia de reciclagem de pneus  podem um dia fornecer uma solução que não seja a queima, reutilizando o material derivado dos pneus em aplicações que demandem grandes volumes. 